# Otto Fritz Meyerhof
Otto Fritz Meyerhof (12.4.1884 – 6.10.1951) là một thầy thuốc và nhà hóa sinh người Đức gốc Do Thái.

## Cuộc đời và sự nghiệp
Meyerhof sinh tại Hanover, trong một gia đình Do Thái giàu có. Ông sống phần lớn quãng đời niên thiếu ở Berlin, nơi ông bắt đầu học y học.
Ông tiếp tục học ngành y tại Đại học Strasbourg và Đại học Heidelberg, và tốt nghiệp năm 1909, với công trình mang tên "Contributions to the psychological Theory of mental illness." (Các đóng góp vào Lý thuyết tâm lý của bệnh tâm thần). Ở Heidelberg, ông gặp Hedwig Schallenberg, người sau này trở thành vợ ông. Họ có một con gái và hai con trai.
Năm 1912, ông chuyển tới Đại học Kiel, và năm 1918 ông được phong làm giáo sư ở đại học này.
Năm 1922, ông được thưởng Giải Nobel Y học chung với Archibald Vivian Hill, cho công trình nghiên cứu về sự trao đổi chất trong cơ bắp (muscle metabolism) và sự phân glucoza (glycolysis). Năm 1929 ông trở thành một trong các giám đốc của Viện nghiên cứu Y học Max Planck ở Heidelberg (Max Planck Institute for Medical Research), chức vụ mà ông giữ tới năm 1938.
Năm 1938, ông chạy sang Paris, trốn chế độ Đức quốc xã, và bị giam tập trung ở Camp des Milles, thuộc thị xã Aix-en-Provence, miền đông nam Pháp.
Năm 1940, ông sang Hoa Kỳ làm giáo sư khách ở Đại học Pennsylvania tại Philadelphia.
Meyerhof từ trần ngày 6.10.1951 tại Philadelphia, vì bị nhồi máu cơ tim, thọ 67 tuổi.

## Các sách viết về Meyerhof
- David Nachmansohn/Severo Ochoa/Fritz Lipmann: Otto Meyerhof - Biographical Memoirs of the National Academy of Sciences of the USA, Band 34 (1960) S. 152-182
- Joseph S. Fruton: Otto Meyerhof, In: DSB, Band 9, 1981, S. 359
- Gottfried Meyerhof: Erinnerungen an das Leben von Otto Meyerhof in Deutschland. In: Naturwissenschaftliche Rundschau. 44. Jahrg. Heft 19. 1991. 384 – 386
- Wolfgang Eckart/Christoph Gradmann: Meyerhof, In: Ärztelexikon, München 1995, S. 252-253